# Julia Neilson
Julia Neilson (12 de junio de 1868 - 27 de mayo de 1957) fue una actriz inglesa recordada sobre todo por sus numerosas interpretaciones como Lady Blakeney en La Pimpinela Escarlata, así como por su papeles en muchas tragedias y romances históricos, y por su retrato de Rosalina en una producción largo tiempo representada de Como gustéis. Neilson estuvo casada con el actor Fred Terry (hermano de la actriz Ellen Terry) y fue madre de la actriz Phyllis Neilson-Terry (nacida en 1892) y del actor Dennis Neilson-Terry. 

## Vida y carrera
Sus padres fueron Alexander Riche Neilson, un joyero, y Emily Davis. Neilson nació en Londres, divorciándose sus padres al poco tiempo de su nacimiento, con lo cual su madre fue la encargada de criarla. Neilson aprendió francés y alemán, y estudió en Wiesbaden, Alemania.  Entró en la Royal Academy of Music en 1884, con quince años de edad.  En la academia, la joven soprano ganó la medalla de oro Llewellyn Thomas (1885), la Westmoreland Scholarship (1886) y el Premio Sainton Dolby (1886). 

### Inicios de la carrera teatral

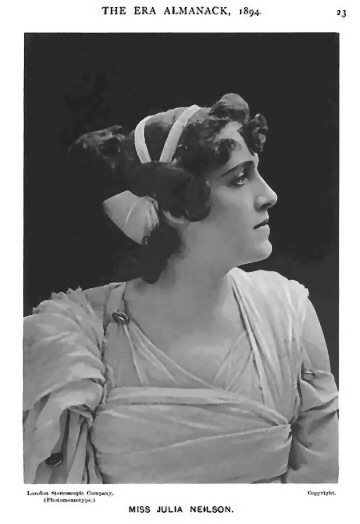
The Era Almanack, 1894

La primera actuación profesional de Neilson en el teatro tuvo lugar en Cynisca, en la obra de W. S. Gilbert Pygmalion and Galatea, en 1888, en la cual ella asumió posteriormente el papel principal, Galatea.  Gilbert sugirió a la joven que enfocara su carrera a la actuación en lugar del canto. Su siguiente papel fue el de Lady Hilda en la pieza de Gilbert Broken Hearts. Gilbert escribió una canción corta para que ella la cantara durante el primer Acto, y la cantante propuso que un estudiante compañero suyo del Royal College of Music, Edward German, le pusiera música. El director fue Alfred Cellier, amigo de Gilbert y Arthur Sullivan. Posteriormente ella interpretó a Selene en la pieza de Gilbert The Wicked World. En noviembre de 1888 ella hizo el papel de Ruth Redmayne en la producción de Rutland Barrington de la obra de Gilbert Brantinghame Hall.  
Más adelante, Neilson se unió a la compañía de Herbert Beerbohm Tree y viajó con las funciones Captain Swift, The Red Lamp y Las alegres comadres de Windsor. Permaneció cinco años con la compañía de Tree en el Teatro Haymarket interpretando tragedias, empezando con el papel de Julie de Noirville en A Man Shadow, la cual se estrenó en septiembre de 1889. Neilson se casó con el actor Fred Terry en 1889, y después actuaron juntos en la adaptación por Sydney Grundy de la obra francesa A Village Priest, así como en otras numerosas producciones en la compañía de Tree, incluyendo Beau Austin, Hamlet, Peril, y la pieza de Gilbert Comedy and Tragedy (1890). Interpretó a Hester Worsley en Una mujer sin importancia (1893), de Oscar Wilde. 

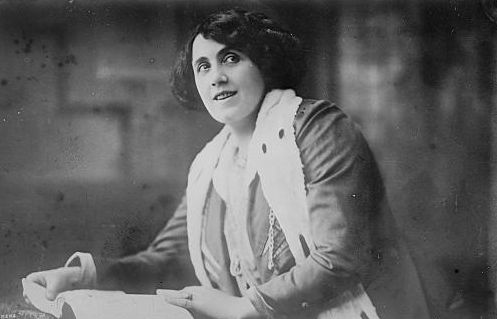
Julia Nelson.

La primera hija de Terry y Neilson, Phyllis Neilson-Terry, nació en 1892. En junio de 1894 actuaron juntos en Shall We Forgive Her?. Neilson después interpretó a Lady Chiltern en la comedia de Oscar Wilde Un marido ideal (enero de 1895). Su segundo hijo, Dennis, nació en octubre de 1895. Dos meses más tarde la familia viajó a Estados Unidos para actuar con la compañía de John Hare. Trabajaron en la obra The Notorious Mrs. Ebbsmith, representada en Nueva York. En 1886 volvieron a Inglaterra. Neilson fue la Princesa Flavia en El prisionero de Zenda, y siguió con muchos otros papeles en el Teatro St. James. También interpretó a Grace en Shall We Forgive Her?, en 1894.  
Uno de los mayores éxitos de Neilson llegó con el papel de Rosalind en la obra Como gustéis, que consiguió un enorme éxito, y que se representó en gira por Canadá y Estados Unidos (en 1895 y 1910, respectivamente). Su marido actuó con ella en The Tree of Knowledge y en otras obras entre octubre de 1897 y el verano de 1898, incluyendo Mucho ruido y pocas nueces. Más adelante trabajaron en The Gipsy Earl. De vuelta a la compañía de Tree, Neilson fue Constance en El rey Juan y apareció en un corto cinematográfico recreando la escena de la muerte del rey Juan al final de la obra.

### Últimos años
La pareja se dedicó a la dirección teatral a partir de 1900, produciendo e interpretando Sweet Nell of Old Drury. Siguieron produciendo obras conjuntamente durante 30 años, destacando entre todas La Pimpinela Escarlata (la primera producción tuvo lugar en 1903), la cual interpretaron y adaptaron al teatro a partir de la obra de la Baronesa Orczy. A pesar de que las críticas no fueron muy positivas, la obra tuvo un éxito inmenso y se mantuvo durante más de 2.000 funciones, disfrutando posteriormente de varias reposiciones. 
Tras todo ello, Neilson se dedicó principalmente a la dirección, aunque siguió actuando de manera regular. Por ejemplo, participó en Dorothy Vernon of Haddon Hall (1907), Henry of Navarre (1909), Mistress Wilful (1915), y la mascarada de Louis N. Parker A Wreath of a Hundred Roses (1922), celebrando el centenario de la Royal Academy en el Duke's Hall. A lo largo de la década de 1920 Neilson hizo giras de manera regular junto a su marido, interpretando dramas históricos de carácter romántico. 
Terry falleció en 1933, y Neilson se retiró de la escena dos años después, tras interpretar a Josephine Popinot en la reposición de Vintage Wine. En 1944 volvió brevemente para ser Lady Rutven en The Widow of 40. Neilson falleció en Londres a los 88 años de edad. Ella y su marido están enterrados en el Cementerio Hampstead, en Fortune Green Road, Londres.